# Данн-Лорінг (Вірджинія)
Данн-Лорінг (англ. Dunn Loring) — переписна місцевість (CDP) в США, в окрузі Ферфакс штату Вірджинія. Населення — 9464 особи (2020).

## Географія
Данн-Лорінг розташований за координатами 38°53′39″ пн. ш. 77°13′45″ зх. д. / 38.89417° пн. ш. 77.22917° зх. д. (38.894200, -77.229292).  За даними Бюро перепису населення США в 2010 році переписна місцевість мала площу 6,09 км², з яких 6,09 км² — суходіл та 0,00 км² — водойми.

## Демографія
Згідно з переписом 2010 року, у переписній місцевості мешкали 8803 особи в 2956 домогосподарствах у складі 2382 родин. Густота населення становила 1444 особи/км².  Було 3027 помешкань (497/км²).
Расовий склад населення:
| - 72,2 % — білих - 19,8 % — азіатів - 3,2 % — чорних або афроамериканців - 0,2 % — корінних американців - 0,1 % — вихідців з тихоокеанських островів - 1,0 % — осіб інших рас |

До двох чи більше рас належало 3,5 %. Частка іспаномовних становила 6,1 % від усіх жителів.
За віковим діапазоном населення розподілялося таким чином: 25,7 % — особи молодші 18 років, 60,9 % — особи у віці 18—64 років, 13,4 % — особи у віці 65 років та старші. Медіана віку мешканця становила 42,1 року. На 100 осіб жіночої статі у переписній місцевості припадало 99,0 чоловіків;  на 100 жінок у віці від 18 років та старших — 97,5 чоловіків також старших 18 років.
Середній дохід на одне домашнє господарство  становив 182 721 долар США (медіана — 151 688), а середній дохід на одну сім'ю — 193 561 долар (медіана — 169 740). Медіана доходів становила 122 321 долар для чоловіків та 87 060 доларів для жінок. За межею бідності перебувало 3,3 % осіб, у тому числі 4,6 % дітей у віці до 18 років та 3,9 % осіб у віці 65 років та старших.
Цивільне працевлаштоване населення становило 4752 особи. Основні галузі зайнятості: науковці, спеціалісти, менеджери — 28,3 %, освіта, охорона здоров'я та соціальна допомога — 16,5 %, публічна адміністрація — 14,5 %.